# Murray Rose
Iain Murray Rose (Nairn, 6 gennaio 1939 – Sydney, 15 aprile 2012) è stato un nuotatore australiano.
Nato in Scozia, si è trasferito in Australia alla fine della Seconda guerra mondiale.
Specializzato nelle gare lunghe in stile libero, ha vinto quattro medaglie d'oro, una d'argento e una di bronzo alle Olimpiadi: a Melbourne 1956 ha vinto l'oro nei 400 m, 1500 m e nella staffetta 4x200 m sl; a Roma 1960 l'oro nei 400 m sl, l'argento nei 1500 m sl e il bronzo nella staffetta 4x200 m sl.
È stato uno dei Membri dell'International Swimming Hall of Fame
È stato primatista mondiale sulle distanze dei 400 m, 800 m e 1500 m sl e della staffetta 4x200 m sl.
È morto di leucemia il 15 aprile 2012 all'età di 73 anni.

## Palmarès
- Olimpiadi
  - Melbourne 1956: oro nei 400 m e 1500 m sl e nella staffetta 4x200 m sl.
  - Roma 1960: oro nei 400 m sl, argento nei 1500 m sl e bronzo nella staffetta 4x200 m sl.